# 苏霍多尔 (萨马拉州)
苏霍多尔（羅馬化：Sukhodol）是俄罗斯萨马拉州的市级镇，为该州谢尔吉耶夫斯克区规模最大聚居地。地处萨马拉州东北部，位于伏尔加河流域索克河一支流苏尔古特河（Сургут）左岸，在区行政中心谢尔吉耶夫斯克村东南侧、州府萨马拉东北方。连接莫斯科与车里雅宾斯克的M5公路（乌拉尔公路）经过该镇。
1849年首见于文献，称博戈亚夫连卡（Богоявленка）村；苏维埃政权建立后改为现名。该地2022年人口有12,984人；2010年人口13,413；2002年人口14,407；1989年人口12,253。